# Шмырёв, Владимир Иванович
Шмырёв Владимир Иванович (род. 10 сентября 1939, Архангельск) — советский и российский врач-невролог.

## Биография
Трудовую деятельность начал с 1963 г. после окончания Кубанского медицинского института им. Красной Армии, а в 1965 г., по завершении клинической ординатуры, получил врачебную специальность — врач-невролог. В 1971 г. защитил кандидатскую диссертацию в Институте неврологии РАМН, где работал в качестве научного сотрудника. С 1971 по 1980 гг. — ассистент и доцент кафедры нервных болезней МИСИ им. Н. А. Семашко. С 1980 г. по настоящее время — заведующий I неврологическим отделением для больных с нарушением мозгового кровообращения ФГБУ «ЦКБ с поликлиникой» УД Президента РФ. С 1990 г. по настоящее время занимает должности заведующего кафедрой неврологии ФГБУ «УНМЦ» УД Президента РФ, главного специалиста по неврологии ГМУ УД Президента РФ. Член Президиума Правления Всероссийского общества неврологов.
На кафедре неврологии им осуществляется регулярная переподготовка врачей медучреждений УД Президента РФ, обучение клинических ординаторов, научное руководство работой аспирантов и соискателей. Научно-исследовательская деятельность В. И. Шмырева посвящена проблемам сосудистой и опухолевой патологии мозга, дифференциальной диагностики неврологических заболеваний, нейротрансплантации стволовых клеток и антиоксидантной защиты мозга, реабилитации в области ангионеврологии, вертеброневрологии и нейрогериартрии. За разработки в области антиоксидантной терапии стал лауреатом Премии Правительства Российской Федерации в области науки и техники за 2002 год (№ 4861, 2003). Награждён Орденом Дружбы народов, рядом медалей и общественных наград. Под его руководством разработан новый метод реабилитации постинсультных больных, основанный на выявлении и коррекции периферических компонентов пареза с применением мягкотканных мануальных техник. В настоящее время ведется ряд исследований на стыке неврологии с лучевой диагностикой, нейрохирургией, сердечной и сосудистой хирургией, пульмонологией, реабилитологией, мануальной терапией, педиатрией и рядом других дисциплин. В. И. Шмырев является автором более 250 печатных работ в российских и зарубежных изданиях, а также нескольких монографий, посвященных различным вопросам неврологии и более 10 патентов на изобретения и полезные модели. Под его руководством защищено более 30 диссертационных работ. В. И. Шмырев входит в состав редколлегий ряда медицинских журналов.